# Roy DeMeo
Roy Albert DeMeo, född 9 september 1940 i New York, död 10 januari 1983 i Brooklyn, var en italiensk-amerikansk maffioso i Gambinofamiljen i New York City. Han ledde en grupp som kallades "DeMeo-crew", som blev ökänd för det stora antalet mord de begick och för det skrämmande sätt de avlägsnade kropparna, som blev känd som "tvillingmetoden", ett särskild metod att stycka liken. DeMeo mördades år 1983.